# Campionat del Món d'esquí nòrdic de 1937

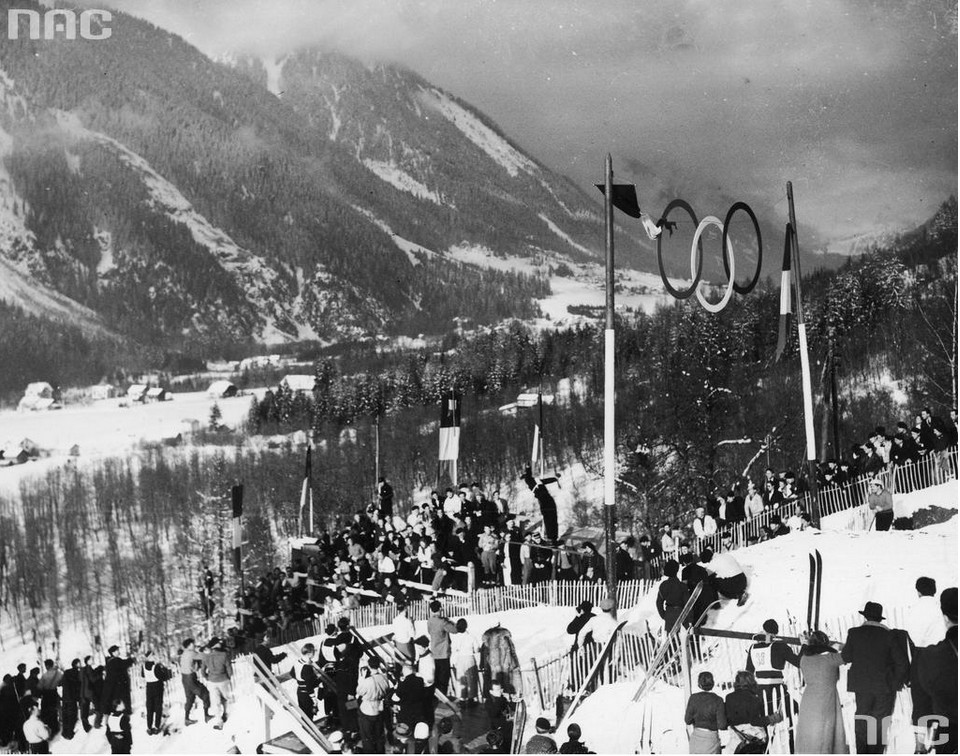
Fotografia del campionat.

El Campionat del Món d'esquí nòrdic de 1937 fou la desena edició del Campionat del Món d'esquí nòrdic. Es van disputar cinc proves, totes masculines, entre el 12 i el 28 de febrer de 1937 a Chamonix, França.

## Resultats

### Esquí de fons
| Prova   | Or                                                                    | Plata                                                                     | Bronze                                                                      |
| 18 km   | Lars Bergendahl (NOR)                                                 | Kalle Jalkanen (FIN)                                                      | Pekka Niemi (FIN)                                                           |
| 50 km   | Pekka Niemi (FIN)                                                     | Klaes Karppinen (FIN)                                                     | Vincenzo Demetz (ITA)                                                       |
| 4x10 km | Noruega Annar Ryen · Oskar Fredriksen · Sigurd Røen · Lars Bergendahl | Finlàndia Pekka Niemi · Klaes Karppinen · Juho Kurikkala · Kalle Jalkanen | Itàlia Giulio Gerardi Aristide Compagnoni Silvio Confortola Vincenzo Demetz |

### Combinada nòrdica
| Prova      | Or                | Plata             | Bronze              |
| Individual | Sigurd Røen (NOR) | Rolf Kaarby (NOR) | Aarne Valkama (FIN) |

### Salt d'esquí
| Prova          | Or                | Plata                 | Bronze              |
| Trampolí llarg | Birger Ruud (NOR) | Reidar Andersen (NOR) | Sigurd Sollid (NOR) |

## Medaller
| Posició | País      | Or | Plata | Bronze | Total |
| 1       | Noruega   | 4  | 2     | 1      | 7     |
| 2       | Finlàndia | 1  | 3     | 2      | 6     |
| 3       | Itàlia    | 0  | 0     | 2      | 2     |
|         | TOTAL     | 5  | 5     | 5      | 15    |